# Слепень полярный
Слепень полярный (лат. Hybomitra astuta) — вид слепней из подсемейства Tabaninae.

## Описание
Мухи длиной тела от 11 до 15 мм. Глаза с тремя полосками, у самок они покрыты серыми волосками, у самцов — коричневыми. Лоб широкий, его ширина в 2,25—3 раза превосходит высоту. Усики чёрные, или частично коричневатые. Первый членик усика сверху в чёрных волосках. Последний членик щупалец коричневатый, реже палевый. Жужжальца чёрно-коричневые. Ноги частично или полностью черные. Часто голени передних ног только в основании, а средние и задние ног полностью коричневые. Брюшко сверху с серым рисунком из треугольных пятен на чёрном фоне. Стерниты брюшка чёрно-коричневые, по заднему краю имеется узкая жёлто-серая каёмка. Близким видом является Hybomitra nigricornis, который по сравнению с Hybomitra astuta крупнее, имеет более узкие и длинные щупальца, более узкий лоб и светлые ноги.

## Экология
Имаго летает в июле и августе. В Евразии на большей части ареала является редким видом. Многочисленным является в Магаданской области. Нападая на северного оленя, самки Hybomitra astuta предпочитают обычно заднюю часть животного. Продолжительность кровососания варьирует от 3 до 15 мин.

## Распространение
Вид обитает преимущественно в тундровой зоне Евразии и Северной Америки. В горах может встречаются южнее. Отмечен на Алтае, в Туве (Танну-Ола) и Монголии. В Северной Америке встречается во всей Канаде. В США отмечен на Аляске, Миннесоте, Мичигане, Нью-Йорке и Новой Англии.